# O Processo Civilizatório (Darcy Ribeiro)
O Processo Civilizatório: Etapas da Evolução Sociocultural é um livro do antropólogo brasileiro Darcy Ribeiro escrito no final dos anos 1960 e concebido como a primeira publicação da coleção Estudos de Antropologia da Civilização. No livro, o autor propõe uma reinterpretação das mudanças sociais, da ascensão e queda das civilizações, dos fenômenos do desenvolvimento e do subdesenvolvimento, e da história humana desde o surgimento da agricultura, há mais de 10 mil anos atrás, que baseia toda sua obra antropológica posterior.

## Contexto
O autor do livro Darcy Ribeiro é considerado um dos principais homens públicos e intelectuais de seu tempo. Teve trabalhos como historiador, antropólogo e foi filiado ao Partido Democrático Trabalhista (PDT), onde teve forte papel na luta pelos direitos indígenas, dando continuidade a seus esforços antes de 1964.
Dado isto, o contexto de produção do livro ecoava de um lado uma fase mais dura da ditadura militar brasileira - ainda mais explicitado pelo Ato Institucional n.º 5 - e do outro lado do oceano Atlântico, mais especificamente o mundo assistia os jovens franceses, organizando um levante que ficou conhecido como Maio de 1968.
N'O Processo Civilizatório, Ribeiro cria um panorama global, assentado em ideias de Marx, Morgan e outros, para conseguir compreender o desenvolvimento da humanidade desde a Revolução Agrícola e, segundo ele, corrigir os desvios das Ciências Humanas e Sociais, especialmente importantes para a América Latina. O ponto central do ensaio do autor é buscar compreender como cada sociedade evoluiu. No texto, Ribeiro ainda recorre a assuntos como Teoria da Dependência e colonização sobre uma série de perspectivas durante todo o percorrer da humanidade.
O livro é uma das principais obras do antropólogo, fundamentando os Estudos de Antropologia da Civilização e O Povo Brasileiro, entre outros, ainda ecoando em diversos debates acadêmicos no âmbito das Ciências Humanas e Sociais.

## Resumo
Na visão de Ribeiro, as Ciências Humanas e Sociais de seu tempo tinham graves problemas: ou enfatizavam microanálises e se opunham a generalizações ou utilizavam péssimos esquemas evolutivos, por vezes implicitamente, entre outros, o que era especialmente prejudicial ao Brasil e à América Latina. Para superá-los, o autor propõe um esquema generalizador que tenta explicar porque as sociedades "mudam de tipo" e que tipos, exatamente, são esses.
Ribeiro defende que as tecnologias e a forma das sociedades incorporá-las modificam suas culturas de modo razoavelmente previsível, sendo possível agrupar as transformações desencadeadas em categorias, tipos de sociedade, que ele chama de formações socioculturais.
Ainda que admitindo a existência de outras, o autor define oito conjuntos de invenções e descobertas que alteraram profundamente as sociedades, as chamadas revoluções tecnológicas. Também, treze desdobramentos dessas inovações, que, aplicadas de distintos modos em diferentes contextos, criaram diferentes tipos de sociedade. A estes desdobramentos, o autor chama processos civilizatórios.
Todavia, assumindo que a mera organização em torno das mesmas tecnologias não é suficiente para classificar as sociedades como da mesma formação, Ribeiro concebe, ainda, os conceitos de aceleração evolutiva e atualização histórica, isto é, processos civilizatórios ativos e autônomos e passivos e dependentes, nesta ordem.
Utilizando estes conceitos, principalmente, o autor desenvolve um esquema que tenta classificar toda e qualquer sociedade existente ou outrora existente como pertencente a uma de suas categorias. Ele as dispõe de modo a evidenciar que cada formação pode transformar-se em certo grupo de formações, mas não em outro, que varia largamente.
Um dos outros conceitos que utiliza é o de regressão cultural, processos em que as civilizações não conseguem mais manter as transformações desencadeadas de modo duradouro e colapsam, sendo, segundo ele, os movimentos mais comuns no contínuo da evolução sociocultural.
Vale ressaltar que, para o autor, a evolução sociocultural é multilinear e centrada na tecnologia. Quando se refere a uma sociedade como "atrasada", ele se refere a uma sociedade cuja tecnologia não tem as mesmas capacidades que as da de outra sociedade contemporânea.
O livro fundamenta toda a sua obra antropológica posterior, iniciando os Estudos de Antropologia da Civilização, e tem íntima relação com conceitos e esquemas clássicos e contemporâneos, como os de Lewis Morgan, Karl Marx, Julian Steward, Julian Huxley, Leslie White, Gordon Childe, Paul Baran, Gunder Frank, Celso Furtado e Guerreiro Ramos.

## Objetivos e fundamentos
Logo no primeiro parágrafo da introdução, Ribeiro aponta a inexistência em sua época de um esquema antropológico suficientemente amplo para localizar qualquer sociedade que seja no contínuo da evolução sociocultural. Isto, segundo o autor, faz com que a Antropologia mantenha muitos problemas, como o uso inadequado de esquemas de alcance médio, o enfoque dogmático nos estudos de caso, a desistência de buscar por generalizações e o uso implícito de esquemas evolutivos sem que se os discutam. Na tentantiva de ajudar a superar tais vícios, Ribeiro utiliza as ideias deste livro para fundamentar seus posteriores estudos antropológicos, reconhecendo a dificuldade que é isto para um indivíduo.
Em um primeiro momento, o autor mostra outros esquemas de evolução sociocultural e aponta algumas virtudes e limitações dos mesmos, mais tarde retomadas. Ele enfatiza a visão de Karl Marx e Friederich Engels de uma tendência universal de condução do capitalismo ao socialismo, em oposição a esquemas que defendem a humanidade como evoluindo unilinearmente do "primitivismo" à "civilização"; os conceitos de Leslie White e Gordon Childe de revoluções tecnológicas e eras, bem como os estudos de Karl Wittfogel e Julian Steward sobre o desenvolvimento de certos focos culturais.
Ribeiro estabelece para si a concatenação das faseologias existentes e a sua associação a processos dinâmicos relacionados a influência de inovações tecnológicas nos modos de organização social, incluindo os movimentos de inovação, renovação, estagnação e renovação dos povos ao longo do espaço e do tempo.
Assumindo que os milênios desde a revolução agrícola podem ser resumidos em uma série de inovações tecnológicas que permitiram a maioria dos humanos romper com a condição de caçador-coletor e adotar modos mais homogêneos do que diversificados de prover a própria subsistência, se organizar socialmente e explicar suas experiências, Ribeiro expõe a espinha dorsal de seu trabalho neste livro e, em grandiosa medida, de todos mais de Antropologia que escreveria ulteriormente.

## Conceitos

### Revoluções tecnológicas
A maioria dos estudiosos concorda com a classificação de Gordon Childe, que distingue três revoluções culturais […] a revolução agrícola que, introduzindo o cultivo de plantas e a domesticação de animais no sistema produtivo, transfigura a condição humana, fazendo-a saltar da condição de apropriadora do que a natureza provê espontaneamente à condição de organizadora ativa da produção; a revolução urbana fundada em novos progressos produtivos como a agricultura de regadio, a metalurgia e a escrita, que conduziu à dicotomização interna das sociedades numa condição rural e numa condição urbana, e à sua estratificação em classes sociais, além de outras profundas mudanças na vida social e no patrimônio cultural das sociedades que atingiu; e a revolução industrial que emergiu na Europa Ocidental com a descoberta e a generalização de conversores de energia inanimada para mover dispositivos mecânicos, responsável também por novas alterações fundamentais na estratificação social, na organização política e na visão de mundo de todos os povos.— Darcy Ribeiro, 1972, p. 36.
Depois de falar um pouco sobre o conceito de revolução tecnológica de Gordon Childe, Ribeiro concorda com o autor, mas adiciona cinco outras revoluções às suas três (agrícola, urbana e industrial), totalizando oito revoluções tecnológicas: revolução agrícola, revolução urbana, revolução do regadio, revolução metalúrgica, revolução pastoril, revolução mercantil, revolução industrial e revolução termonuclear.
Para Ribeiro, influenciado por Childe, as revoluções tecnológicas podem ser definidas como notáveis descobertas ou invenções relacionadas às tecnologias produtivas e militares que orientam certas mudanças do modo de organização social pelas suas implicações quantitativas e qualitativas na capacidade de intervenção na natureza, na produção de alimentos, no trabalho e na vida em geral. No entanto, a simples descoberta ou inovação não gera tais mudanças por si só e tampouco resulta exclusivamente nas mesmas mudanças sociais, como pode-se perceber ao analisarem-se antigas potências imperiais e suas colônias, sociedades que usaram praticamente as mesmas tecnologias naquelas áreas, mas que definitivamente não são "do mesmo tipo".

### Processos civilizatórios
Para complementar o conceito acima, Ribeiro concebe o que chama de processos civilizatórios, que são as aplicações de uma nova tecnologia em vários aspectos da sociedade. Não basta para os povos agrícolas dominar a metalurgia do ouro ou do cobre para verdadeiramente mudarem de tipo, eles necessitam, por exemplo, aplicar estes novos conhecimentos na produção de ferramentas, de roupas de montaria, de correntes e coisas assim. Pode-se dizer que o autor define os processos civilizatórios como desdobramentos de revoluções tecnológicas. Vale dizer que uma mesma revolução tecnológica pode desdobrar-se em mais de um processo civilizatório.
Ao todo, Ribeiro assume existirem treze processos civilizatórios: revolução agrícola, expansão pastoril; revolução urbana, expansão escravista, segunda expansão pastoril; revolução do regadio; revolução metalúrgica; revolução pastoril; revolução mercantil, expansão capitalista; revolução industrial, expansão socialista; e revolução termonuclear.
Para especificar o processo civilizatório por que uma sociedade concreta passou ou está passando, Ribeiro utiliza o termo processo civilizatório específico, complementar aos treze acima, amplos e genéricos. Quando se está falando da tendência do desenvolvimento dos aquedutos levar a certas mudanças sociais, se está falando do processo civilizatório geral, em abstrato. Quando se está falando da concretização de tais tendências em casos específicos como Mênfis ou a civilização Asteca, se está falando do processo civilizatório específico.

### Formações socioculturais
Para cada processo civilizatório corresponde ao menos uma formação sociocultural, a depender do caráter da adoção tecnológica. Tais categorias são antes localizações no continuum da evolução sociocultural do que "etapas", "níveis", enfatizando as tendências de transformação anteriores e posteriores.
Por isso, nem mesmo um mínimo de características específicas é necessário existir em uma sociedade para que se a localize nesta ou naquela formação sociocultural. Ainda que a presença de animais de tração seja considerada por Ribeiro como presente nos impérios teocráticos de regadio, ela não é categórica: os maias e os astecas são incluídos junto aos egípcios mesmo sem essa característica, afinal existiram em um período onde não haviam grandes animais domesticáveis na América. A ênfase é na tendência de mudança, não na partilha de certas características, tais civilizações são postas como "do mesmo tipo" porque são ambas cristalizações da introdução de tecnologias específicas em sociedades de certo tipo, ao mesmo tempo em que também são pontos de partida para outras mudanças possíveis.

### Movimentos socioculturais
Aceleração evolutiva, atualização histórica, estagnação cultural, regressão cultural e atraso são conceitos fundamentais para a adequada compreensão da dinâmica da evolução sociocultural ribeiriana. Complementam a tese de que não é a mera tecnologia que faz uma sociedade ser dessa ou daquela formação, mas o caráter da relação entre a tecnologia e a sociedade, que pode ser autônomo e ativo ou dependente e passivo.
Ainda que os mestiços e indígenas brasileiros, nos tempos da colonização, usufruíssem, graças a Portugal, de tecnologias consideravelmente avançadas para a época, não se pode dizer, de maneira nenhuma, que o Brasil Colônia e o Império Português pertenciam à mesma formação sociocultural, pois o primeiro não tinha acesso autônomo e ativo aos frutos da revolução tecnológica que o conformou, ao contrário do segundo, no sentido de que certas mudanças culturais só ocorriam na medida em que Portugal facilitasse ou dificultasse o acesso às tecnologias, não havendo movimento equivalente na via contrária, e o império inclusive se utilizava delas para intervenções socioculturais diretas nas sociedades coloniais. Isso também é válido para quaisquer casos semelhantes.
A essas duas faces de um mesmo processo civilizatório, uma ativa, autônoma e que mantém o perfil étnico da sociedade, outra, passiva, dependente, e que deforma a identidade cultural, Ribeiro chama aceleração evolutiva e atualização histórica. Os conceitos são semelhantes aos de consciência crítica e consciência ingênua, do sociólogo Alberto Guerreiro Ramos, e baseiam sua interpretação de fenômenos como o subdesenvolvimento de uma maneira muito semelhante a de autores da Teoria da Dependência.
Quanto à regressão, ela pode ser vista no declínio da civilização Maia, que, de tanto irrigar as terras para o cultivo, eliminou os nutrientes do solo de tal maneira que o tornou infértil, fazendo colapsar a agricultura e, logo, a própria sociedade.
Também no da Itália Fascista e da Alemanha Nazista, lugares em que as classes dominantes, não conseguindo frear o avanço do socialismo e da revolta popular, uniram-se para mobilizarem seus povos ao suicídio em guerras sangrentas e invencíveis, neles inculcando danosas crenças de superioridade e os seduzindo com benefícios provisórios para tanto, mesmo que isso levasse ao esboroar de suas sociedades e à ocupação estrangeira, tudo para não perderem seus privilégios.
Outro clássico exemplo é o da feudalização do Império Romano, acelerada por invasões de inúmeros povos estrangeiros. Também os povos agrícolas do litoral brasileiro que, fugindo dos invasores europeus, instalaram-se em terrenos impróprios para a agricultura com que estavam acostumados.
Em outras palavras, regressão cultural designa processos em que as civilizações não conseguem mais manter as transformações desencadeadas de modo duradouro, seja dividindo-se de modo irreversível, seja levando à perda do patrimônio cultural conquistado ou à própria destruição das sociedades. De todo modo, leva-as ao atraso em relação a sociedades contemporâneas, no sentido de não ter acesso às tecnologias mais avançadas de seu tempo. Segundo o autor, é o movimento mais comum no contínuo da evolução sociocultural.
Já a estagnação cultural designa o processo de mínima inovação tecnológica ao longo de grandes períodos de tempo, muitas vezes, em função das sociedades habitarem ambientes extremos, como o caso dos inuítes, ou simplesmente não terem grandes estímulos para grandes inovações, em virtude da grande disponibilidade de alimento fácil, por exemplo.

## A evolução sociocultural

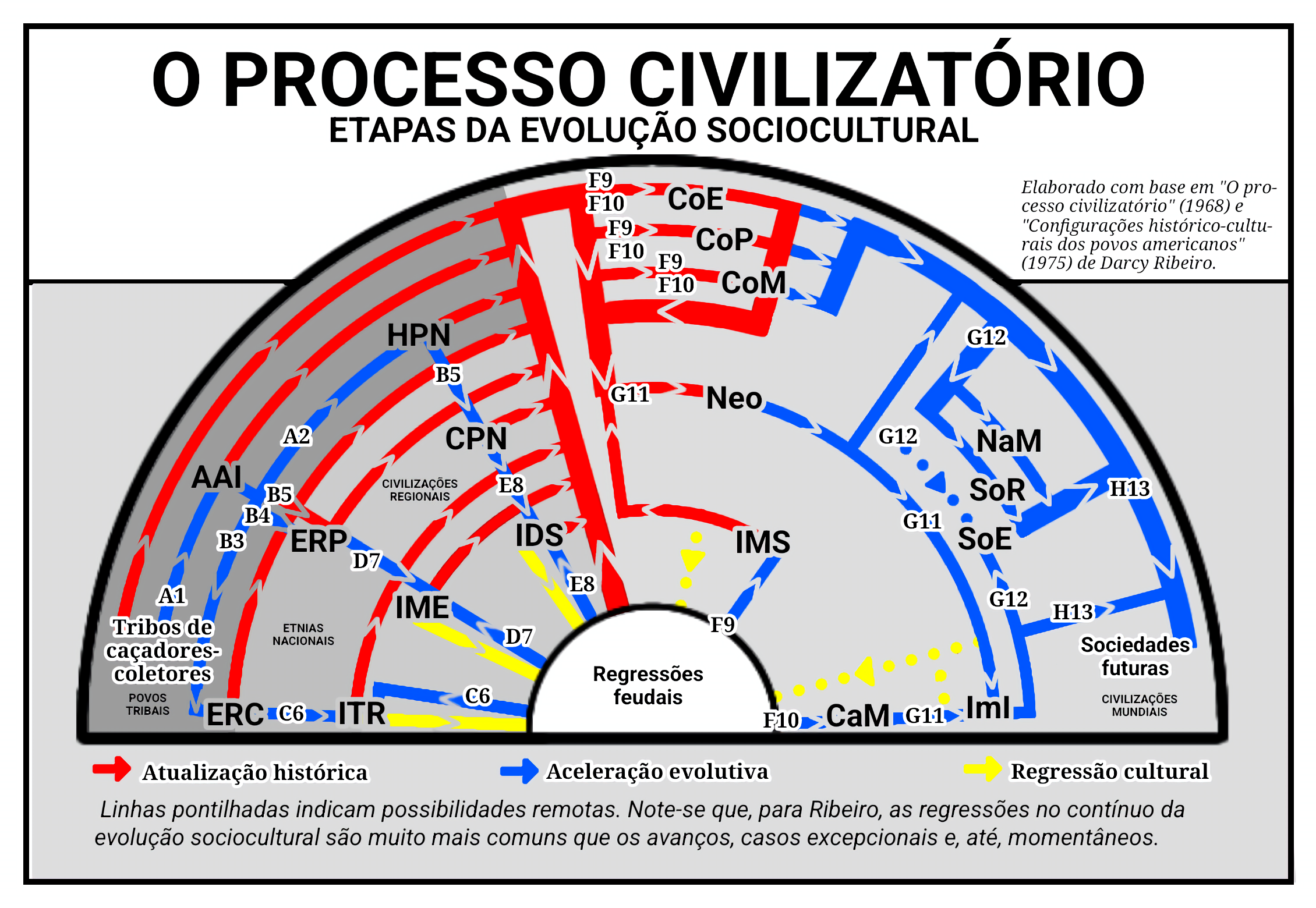

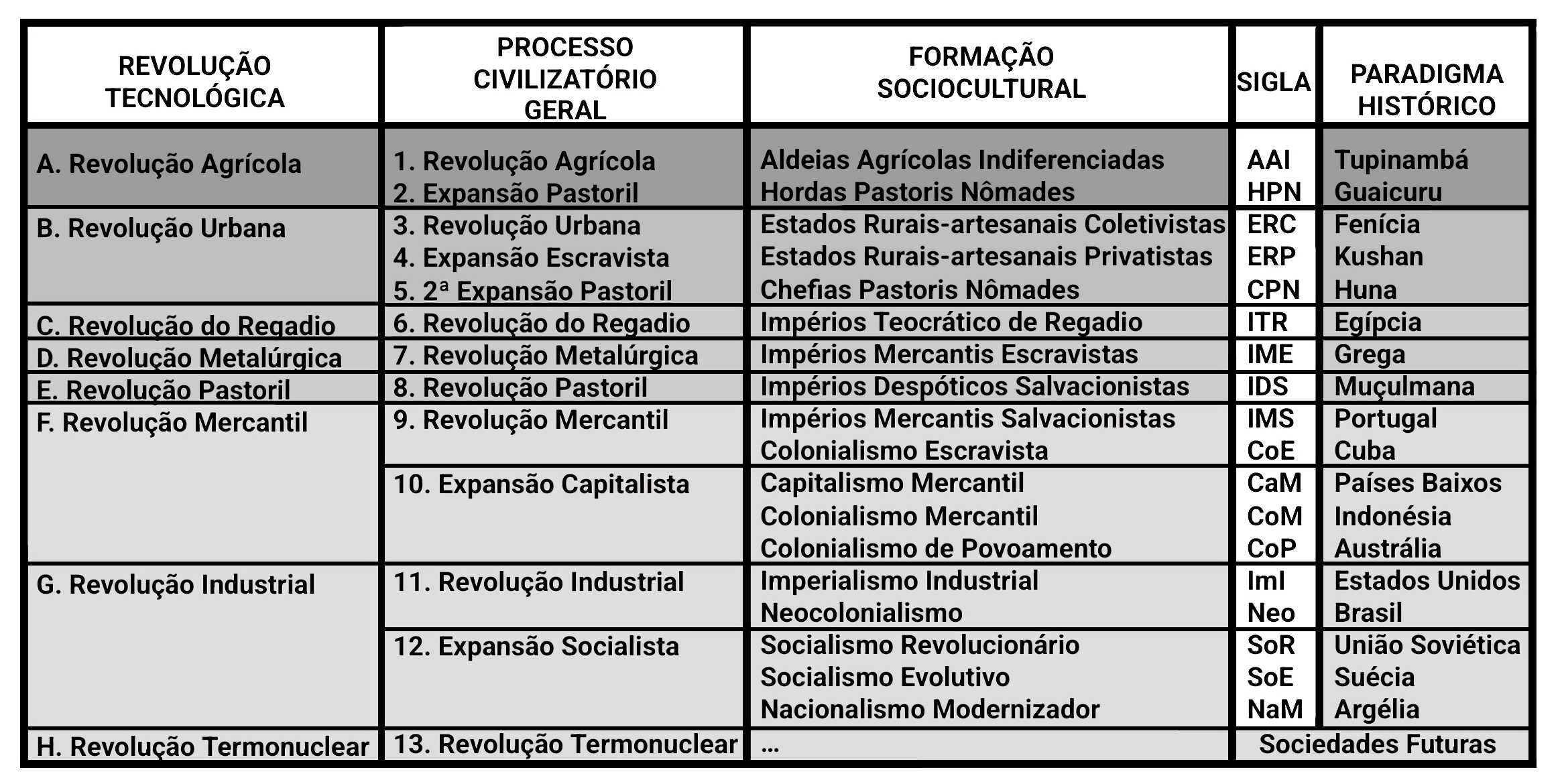

### Revolução agrícola e expansão pastoril[21]

Mapa-múndi ilustrando a difusão da agricultura desde seus prováveis centros de origem (em verde).

A Revolução Agrícola, desdobrada nos processos civilizatórios revolução agrícola e expansão pastoril, permitiu o rompimento com a condição de caçador-coletor e o surgimento de duas formações socioculturais: as aldeias agrícolas indiferenciadas, como os tupinambás (1500) e os maoris, e as hordas pastoris nômades, como os guaicurus e os comanches, dois tipos de civilização essencialmente igualitários. Nesta altura já existem a lavoura, o pastoreio, a cestaria, a tecelagem e a cerâmica.
Com o domínio da agricultura, os povos puderam obter grande parte de seu alimento independentemente da disponibilidade de recursos animais e vegetais, possibilitando a manutenção de maiores populações e os primeiros passos rumo à sedentarização. A rudimentaridade do plantio, no entanto, exigia tanto constante busca por terras virgens, quanto grandes e contínuos esforços humanos, não havendo muito espaço para a especialização do trabalho ou o surgimento de classes sociais. No caso dos tupinambás (1500), só havia a divisão sexual do trabalho e a diferenciação de alguns poucos sacerdotes e chefes familiares, todos os indivíduos eram, grosso modo, essencialmente iguais.
Em algumas aldeias agrícolas indiferenciadas que partiram à domesticação animal a partir da agricultura, pôde surgir incipiente especialização laboral, pela necessidade de manter certos tipos de animal afastados das lavouras, dando origem a grupos de pastores. À medida que se expandia a agricultura, o seu número e a necessidade de distanciamento das aldeias cresciam, favorecendo a diferenciação cultural, que, em alguns casos, levava ao surgimento de novas sociedades, quase exclusivamente pastoris, despojadas de assentamento e igualmente igualitárias.

### Revolução urbana, expansão escravista e segunda expansão pastoril[22]

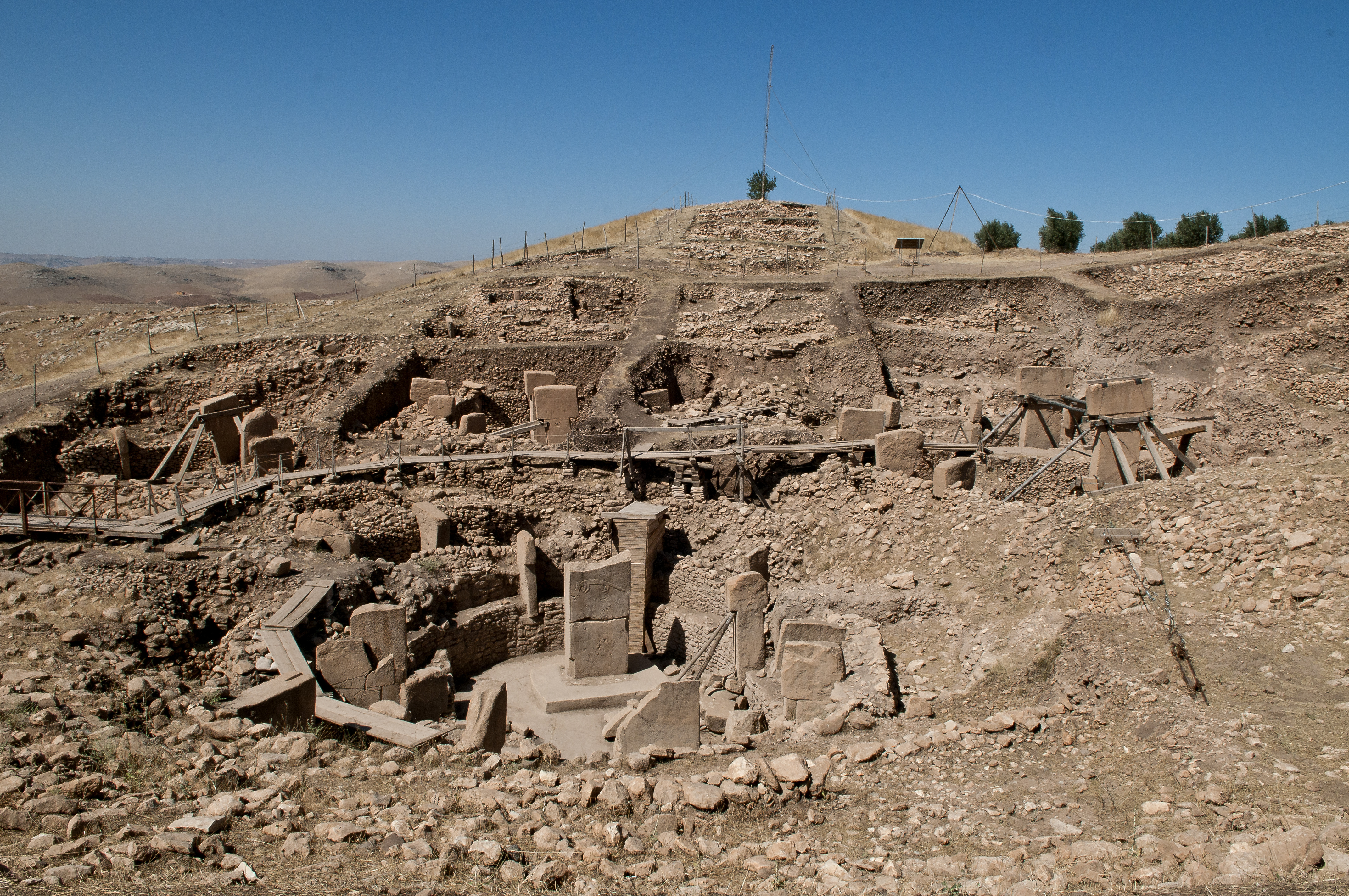
Ruínas de Göbekli Tepe, Turquia, em 2011, local dos mais antigos megálitos conhecidos atualmente.

A Revolução Urbana, desdobrada nos processos civilizatórios revolução urbana, expansão escravista e segunda expansão pastoril, permitiu o surgimento de três formações socioculturais: os Estados rurais-artesanais coletivistas, como os chibchas (1000), os Estados rurais-artesanais privatistas, como Novgorod (1000) , e as chefias pastoris nômades, como os hunos (400). Nesta altura já existem arados, veículos de roda e de tração animal, técnicas incipientes de regadio natural e artificial, tijolos, instrumentos de cobre e de bronze, edificações em pedra, silos e veleiros.
À medida que às plantações das aldeias agrícolas indiferenciadas se aderiam técnicas incipientes de irrigação e de adubagem, a aragem animal e ferramentas de metais moles, diminuía a necessidade de intenso engajamento nas lavouras, permitindo, inclusive, a alguns indivíduos, se desligarem das funções produtivas. Isso deu margem à dedicação exclusiva a outras atividades, como o artesanato, e à especialização laboral, como a da metalurgia do cobre e do bronze, ambas tendentes à concentração humana longe das lavouras. Tais processos aceleravam o surgimento das cidades, que por sua vez, também acelerava esses processos, uma vez que a população da zona urbana não podia plantar, por exemplo. Isso consolidava não só a bipartição social em componentes rurais (majoritários) e urbanos (minoritários), obrigatoriamente interdependentes e complementares, como, também, a sedentarização.
Além de desencadearem a diversificação e a especialização laborais, bem como o desligamento de alguns indivíduos das funções produtivas, os avanços tecnológicos permitiam excedentes alimentícios cada vez maiores e sucessivo crescimento populacional, fatores que, somados aos anteriores, tornavam imperativa uma reorganização das relações sociais que tanto mantivesse unidos núcleos familiares cada vez mais distantes e menos solidários entre si, quanto organizasse a cada vez mais complexa divisão do trabalho, a galopante estratificação e a distribuição dos excedentes produtivos. Algumas sociedades que o fizeram desenvolveram a burocracia: os Estados rurais-artesanais coletivistas, tendentes a profunda centralização administrativa e à gênese de monarquias. Aquelas, porém, que se lançaram ao domínio e à escravização de outros povos, desenvolveram a propriedade privada: os Estados rurais-artesanais privatistas, formações tendentes a substituir os vínculos familiares e culturais por vínculos formais, fatores diretamente ligados à introdução de indivíduos de outras etnias na sociedade e à sua despersonalização.
Algumas hordas pastoris nômades que tiveram acesso, através de saques, comércio ou difusão, a tecnologias das civilizações urbanas, como as ferramentas e armas de metal, prontamente as incorporaram à sua existência, também multiplicando os excedentes alimentícios e o tamanho da população, mas, principalmente, tornando imperativa a reconfiguração social em torno da guerra e da pilhagem, afinal, só assim poderiam obter o ferramentário que logo tornara-se indispensável. As compulsões que, nos povos sedentários, levaram ao surgimento do Estado, nos nômades, levaram à configuração de clãs. Emergiam, assim, as chefias pastoris nômades, formações guerreiras que ajudaram a afundar grandes civilizações decadentes no feudalismo e que converteram aldeias agrícolas indiferenciadas que dominavam em Estados rurais-artesanais privatistas, ao estenderem a sociedades o trato que davam aos rebanhos.

### Revolução do regadio[23]
A Revolução do Regadio, desdobrada no processo civilizatório de mesmo nome, permitiu o surgimento dos impérios teocráticos de regadio, como as civilizações Egípcia e Asteca. Nesta altura já existem comportas e canais, técnicas avançadas de adubagem, estradas, azulejos, porcelana, instrumentos metálicos, polias, prensas, cabrestantes, metros, balanças, arquitetura monumental, escrita ideográfica, Matemática, Astronomia e calendários.
Em alguns Estados rurais-artesanais coletivistas mais maduros, a diversificação do trabalho tinha se intensificado de tal maneira que manufaturas fabricadas a partir de recursos naturais obtidos muito além do núcleo urbano e sua periferia agrícola tinham se generalizado na sociedade, tornando imperativa, portanto, a expansão do domínio territorial e a formação de novos assentamentos, bem como a conexão entre esses novos pontos uns com os outros e com o núcleo original, então convertido em metrópole, pelo constante e indispensável trânsito humano e material. Pôde, também, a tecnologia da irrigação, incorporar gigantescos canais, comportas, diques e outros inventos hidráulicos, que, assim como as estradas, exigiam grande montante de trabalhadores. Essa mesma tecnologia, no entanto, incrementava a produção agrícola de modo revolucionário, livrando massas cada vez maiores de indivíduos do engajamento nas lavouras, prontamente absorvidos pelo trabalho nas construções. Cada vez mais intensamente constituída por grupos diferenciados ecologicamente, ocupacionalmente, e cada vez maiores e tendentes à distanciação, a população da formação nascente inevitavelmente experimentou, também, a diferenciação étnica. A subjugação de povos vizinhos, ora convertida em incorporação, também contribuiu para diversificar as sociedades.
O crescimento populacional e a demanda por obras de engenharia tornavam o poder central monárquico-clerical cada vez mais necessário, pois era encarregado de ordenar a cada vez mais complexa vida social, organizar a expansão e o domínio territoriais, e providenciar as construções tornadas indispensáveis à sociedade. Ao passo que complexificavam-se as obras de engenharia e arquitetura, tornava-se imperativo o desenvolvimento de novas formas de registro e de transmissão informacional, da contagem, de unidades de medida, da Geometria, entre outros, pois tanto a magnitude dos empreendimentos exigia padronização técnica, quanto o seu planejamento exigia o domínio de saberes cada vez maiores e mais diversos, queira matemáticos, queira artísticos e mitológicos. Esses fatores, por sua vez, acabariam ramificando do clero um setor técnico-burocrático altamente especializado, por vezes, secularizado, exigente de educação formal, e que, por isso mesmo, contribuía para o encerramento da nova classe em si mesma, em termos de renovação, favorecendo sua subsequente conversão em casta social.
Também a classe militar se consolidava, pela crescente ameaça de invasão e pilhagem por chefias pastoris nômades, atraídas pela riqueza da sociedade, assim como o clero e a nobreza, pela imperatividade do poder organizador e da sua legitimação. A tendência de transladar populações agrícolas para as novas terras conquistadas em regime de concessão consolidava, também, a transformação do campesinato, já não autossuficiente, mas reduzido a uma classe que planta para o Estado, assim como a padronização manufatureira, por vezes orientada para a produção mercantil, favorecida pela ramificação dos centros de produção, transfigurava as classes artesãs e mercantis, também forçadas à associação ao poder central. Esses fatores, somados à constante realocação estatal da mão de obra não agrícola, fazem dos impérios teocráticos regadio caracteristicamente assentados no controle da força de trabalho e definidos pela mútua interpenetração dos setores dominantes, tendentes à fusão, pela sua complexa interdependência. Praticamente imunes de dissociações internas, as sociedades dessa formação também se caracterizam pela incomparável longevidade, algumas chegando a milênios de existência. 
Alguns fatores, porém, levaram-nas a períodos de regressão histórica que culminaram na desintegração imperial, na ruína da cultura erudita, na deformação da sua estrutura de classes e castas, no atraso tecnológico em relação a civilizações contemporâneas, e em uma série de outras alterações que Darcy Ribeiro associa à sua interpretação do feudalismo. Pode-se citar, por exemplo, o uso exaustivo da irrigação nas mesmas terras, que leva ao empobrecimento do solo e a sucessivo colapso da agricultura (Maia), a conquista exagerada de territórios impróprios para irrigação por parte de cobiçosos setores militares, que impossibilita efetiva incorporação social e põe em crise a coalizão de classes ao trocar a religião oficial pela pura força bruta como legitimadora do poder, e a crescente generalização do luxo entre os setores dominantes sem correspondente incremento na obtenção de recursos, tendente a desencadear revoltas populares generalizadas (Mênfis). Em todos os casos e em combinações entre eles, as sociedade tornam-se vulneráveis a invasões estrangeiras, geralmente de chefias pastoris nômades, que contribuem para o colapso da civilização.

### Revolução metalúrgica[24]
A Revolução Metalúrgica, desdobrada no processo civilizatório de mesmo nome, permitiu o surgimento dos impérios mercantis escravistas, como as civilizações Grega e Assíria. Nesta altura já existem a moeda cunhada, o uso generalizado do ferro forjado, ferramentas e armas de ferro, noras, gruas, aquedutos, moinhos hidráulicos, escrita alfabética, notação decimal e faróis marítimos.
Alguns Estados rurais-artesanais privatistas puderam ter acesso, por meio do comércio, das guerras ou da simples difusão, à incipiente metalurgia do ferro desenvolvida pelos impérios teocráticos de regadio, prontamente se apropriando dela e estendendo seu uso. O domínio desse metal não só permitia às sociedades melhores armas, ferramentas e equipamentos de transporte, mas também possibilitava incrementar a produção dos metais com que já estavam acostumados, consolidando-as, de fato, como civilizações metalúrgicas, mesmo porque a forja do ferro é relativamente simples e o metal é bem distribuído pelo planeta. As armas de ferro, a generalização das armas metálicas como um todo e as novas carruagens e veleiros tornavam essas sociedades praticamente invencíveis em alguns contextos, capacitando-as a escravizar massas cada vez maiores de trabalhadores no sistema produtivo, de tal maneira que, na Grécia e em Roma, essa classe representava a maioria absoluta da população e da força de trabalho. Também a abrangência do domínio territorial, embora sem a mesma capacidade de integração dos novos territórios por meio da infraestrutura que os impérios teocráticos de regadio. A generalização da moeda cunhada e do comércio, marginalmente presentes nessa formação, cumpriram o papel de integradores, no entanto. Também o machado e as correntes de ferro permitiam devastar florestas e limpar terrenos pioneiramente, maximizando a possibilidade de cravar entrepostos comerciais, alguns dos quais tornavam-se cidades.
A brutal intensificação da escravidão, a sucessiva generalização da plurietnicidade e a consolidação da economia monetária fortaleciam e eram fortalecidas pelas correspondentes extensão e intensificação da propriedade privada enquanto instituição reguladora da vida econômica e laboral, afinal, esses fatores generalizavam e agudizavam tensões étnicas e socioeconômicas, tendentes a desembocar em conflitos, e maximizavam a supremacia das relações sociais formais sobre as familiares, étnicas, solidárias e afins. Isso, somado ao fácil acesso às novas tecnologias, favorecia a descentralização administrativa, pois tanto a figura de um poder central organizado era reduzida a de conciliador de cidades-Estado, quanto permitia aflorar mais facilmente a cobiça de certos setores sociais, e os tornava mais poderosos. A figura dos ergasterions, por exemplo, oficinas em que dezenas ou mesmo centenas de trabalhadores escravizados eram concentrados para a produção das mesmas manufaturas, permitiam fabuloso acúmulo de capital por parte da nascente classe patronal, que não tardava em promover campanhas de saque e escravização, e o estabelecimento de entrepostos comerciais continentais e insulares, para aumentá-lo mais ainda. Desde então, a maior parte das rédeas das classes dominantes havia sido eliminada, quase que não havendo freios para os seus interesses, além da própria capacidade de saná-los. Mesmo a religião havia perdido espaço, pois já se podia formar os corpos técnicos independentemente do clero, inclusive expandindo o seu número através da expansão da educação formal, possibilitada pela escrita alfabética.
Essa possibilidade de expansão desenfreada dos nascentes impérios mercantis escravistas tanto explica suas fabulosas riquezas, extensão territorial, diversificações ecológica, étnica e laboral, e todas as suas consequências positivas, como a ampliação dos saberes e mútuo intercâmbio cultural, quanto a sua insustentabilidade e ruína. Concluída a subjugação dos povos e terras próximas, a possibilidade de adquirir mão de obra escravizada e novos terrenos simplesmente deixa de existir em uma sociedade orientada para contínua expansão, provocando deformações econômicas tendentes à dissolução imperial, porque o patronato o prefere em lugar de custear prejuízos cada vez maiores, e que acentuam as tensões de classe até terminarem em rebeliões destrutivas ou em guerras suicidas, pois essa mesma classe tende a aumentar a exploração da força do trabalho e a diminuir as inversões públicas. Esses fatores, por sua vez, favorecem uma reação imperial centralizadora, que se arma de aparatos repressivos para manter coesa, à força, uma sociedade em processo de colapso, como exemplifica o Império Romano. Da mesma forma, o estabelecimento de inúmeros entrepostos comerciais por onde passavam essas sociedades, fazia com que difundissem tecnologias, técnicas e conhecimentos que por vezes eram usados contra elas mesmas, ao armarem com ferro chefias pastoris nômades, por exemplo, e ao criarem ou dinamizarem fluxos mercantis, culturais e laborais paralelos ao apresentarem a moeda a sociedades pré-monetárias, que se fortaleciam e se tornavam empecilhos imperiais.

### Revolução pastoril[25]
A Revolução Pastoril, desdobrada no processo civilizatório de mesmo nome, permitiu o surgimento dos impérios despóticos salvacionistas, como os impérios Mongol e Árabe. Nesta altura já existem a cavalaria, freios, estribos, ferraduras, arnês de sela e rígido, aparelhos hidráulicos, moinhos eólicos, alambiques e atafonas.
Como resultado da difusão tecnológica desenfreada promovida pelos impérios mercantis escravistas e da invasão e pilhagem oportunas de civilizações regionais decadentes, algumas chefias pastoris nômades se apoderaram da metalurgia do ferro, prontamente utilizado nas costumeiras conquistas dessas civilizações guerreiras. À medida que incorporavam armaduras e armas de ferro às cavalarias de guerra, assim como generalizavam o uso de ferraduras, que aumentavam a longevidade animal e permitiam-nos enfrentar qualquer terreno, cresciam tanto a necessidade do metal, quanto o poder de conquista por parte dessas sociedades, não só pelo ferro em si, mas, também, pela sua capacidade de expandir a produção de instrumentos de outros metais. Conforme utilizavam esse poderio militar inédito para subjugar sociedades vizinhas e distantes, a própria forma de dominação passava do saque esporádico para a taxação e o domínio territorial direto. Era comum que o nascente Estado imperial concedesse o direito de arrecadar impostos das terras conquistadas a guerreiros destacados, a título vitalício, embora não transmissível, depois de eliminarem as classes dominantes locais. Isso impedia que os novos governantes passassem a compor novas aristocracias de civilizações conquistadas ou senhorios de regressões feudais emergentes, diferentemente das demais chefias pastoris nômades, prontamente assimiladas.
Quando, ao desejo de angariar tributações, se somavam crenças religiosas fomentadoras de guerras santas, o ímpeto expansionista dos nascentes impérios despóticos salvacionistas florescia de vez, resultando nos maiores territórios contínuos que a humanidade já viu, a exemplo do Império Mongol e do Califado Omíada. Mesmo que buscando apenas a subjugação e arrecadação de impostos dos povos conquistados, não havendo grandes pretensões de conversão religiosa, as novas sociedades radicalizavam o poder de aculturação das civilizações regionais ao acrescentarem, à dominação escravista imperial, a extensão do tratamento aos rebanhos sobre os povos derrotados, assim como algumas civilizações nômades passadas faziam. Isso se dava a partir da necessidade das classes dominantes, essencialmente pastoris e guerreiras, de recrutarem indivíduos das sociedades vencidas para o preenchimento das demais funções necessárias à maquinaria imperial, fazendo isso através de brutais disciplinas e processos de redefinição dos valores culturais, como a conversão forçada, vide o “imposto de sangue” do Império Otomano, por exemplo. Dessa necessidade emergiam tanto agricultores, artesãos e trabalhadores em geral herdeiros de técnicas e conhecimentos trazidos de inúmeras partes do mundo, graças à liberdade comercial e à imensa extensão territorial desses impérios, muitas vezes situados entre civilizações regionais, quanto mamelucos, janízaros, eunucos, cipaios, entre outras classes escravizadas extremamente especializadas, por vezes voltadas a funções militares. Sendo uma forma de ascensão social e afrouxamento do jugo, a incorporação às fileiras imperiais, por vezes, ocasionava considerável competição intrassocial. 
Tal como os impérios mercantis escravistas, essas sociedades intrinsecamente expansionistas tendiam ao colapso à medida que esgotavam-se os povos a conquistar. Enfraquecido o poder central, era comum o desestímulo a práticas de conversão religiosa para o aumento das receitas do Estado, uma vez que os membros da religião oficial eram poupados de alguns tributos. Isso, somado à incorporação de indivíduos dos povos vencidos às classes dominantes, às cada vez mais frequentes crises econômicas, e à disputa interna entre sultanatos ou equivalentes, favorecia a fragmentação imperial, em um primeiro momento, e a sucessiva feudalização, à medida que reerguiam-se proprietários rurais e arrendatários, antes contidos pelo poder central, prontos à expansão de seus domínios individuais. O próprio enfraquecimento da religião, que tantas vezes estimulava conquistas, contribuía para o abandono do indispensável expansionismo dos impérios despótico salvacionistas.

### Revolução mercantil e expansão capitalista[26]
A Revolução Mercantil, desdobrada nos processos civilizatórios revolução mercantill e expansão capitalista, permitiu o surgimento de cinco formações: os impérios mercantis salvacionistas, como Portugal (1415) e Rússia (1547), o capitalismo mercantil, como Países Baixos (1609) e França (1789), surgidos via aceleração evolutiva; o colonialismo escravista, como Brasil (séc. XVII) e Cuba (séc. XVIII), o colonialismo mercantil, como Indonésia e Suriname, e o colonialismo de povoamento, como Estados Unidos e Austrália, surgidos via atualização histórica. Nesta altura já existem veleiros oceânicos, bússolas, aparelhos óticos, leme fixo, mapas, cronômetros, ferro fundido, armas de fogo, papel, imprensa, máquinas hidráulicas, tornos, talandros, trefilação, ligas metálicas e bielas-Cardan.

### Revolução industrial e expansão socialista[27]
A Revolução Industrial, desdobrada nos processos civilizatórios revolução industrial e expansão socialista, permitiu o surgimento de cinco formações: o imperialismo industrial, como Inglaterra (1870) e Estados Unidos (1899), o neocolonialismo, como Brasil e Venezuela, surgidos via atualização histórica; o socialismo revolucionário, como União Soviética (1917) e China (1949), o socialismo evolutivo, como Inglaterra (1965) e Suécia (1950), o nacionalismo modernizador, como Egito (1953) e Argélia (1962). Nesta altura já existem o aço, o uso do coque, motores a carvão, hidrelétricos e de combustão interna; borracha, máquinas operatrizes, tornos automáticos, ácido sulfúrico, soda cáustica, prensas hidráulicas, turbinas, dínamos, indústrias têxtil, química e metalúrgica; locomotivas, navios a vapor, automóveis, aviões, submarinos, máquinas agrícolas, aparelhos elétricos, refrigeração, telégrafo, telefone, fonógrafo, radiodifusão, foto, cinema, televisão, cimento armado.

### Revolução termonuclear[28]
A Revolução Termonuclear, ainda em curso e de consequências pouco delimitáveis, “tanto pode conduzir o homem ao reino da fartura e da equidade, como pode desencadear um processo de deterioração sociocultural e até biológica mais profundo que qualquer das regressões anteriores”. Ela está integrando todos os povos do mundo em uma civilização mundial, através de um processo que parece a fazer “destinada a operar uma verdadeira reversão do próprio processo evolutivo […]  a pôr em movimento novas formas de difusão e de generalização dos progressos tecnológico-culturais”, formando, assim, por ‘’aceleração evolutiva’’, as ‘’sociedades futuras’’, de caráter ainda pouco claro, mas provavelmente tendentes à extinção das classes sociais e à generalização dos esforços conscientes de reestruturação sociocultural. Nesta altura já existem a Eletrônica, transístores, radares, helicópteros, retropropulsão, reator nuclear, bomba atômica, bateria solar, plásticos, computadores, automação, gravação magnética, luz coerente, projéteis espaciais, radiotelescópio, fertilizantes, herbicidas e germicidas sintéticos; dessalinização da água do mar e gaseificação subterrânea do carvão.

## Recepção
No epílogo à edição alemã, o sociólogo Heinz Rudolf Sontag elogia a ousadia da proposta e aponta paralelos e pontos de contato com a Teoria da Dependência, nomeadamente alguns trabalhos de André Gunder Frank, chegando a afirmar que iniciativas como a de Ribeiro contribuem para direcionar abordagens demasiadamente economicistas daquela "teoria" rumo a análises totalizantes do fenômeno do subdesenvolvimento. 
No livro Configurações Histórico-Culturais dos Povos Americanos, resumo d'O Processo Civilizatório e d'As Américas e a Civilização, vários autores, de várias partes do mundo comentam sobre diversos pontos das duas obras, tecendo críticas, elogios e recomendações.
O arqueólogo tchecoslovaco Jan Bouzek julga necessário enfatizar as enormes diferenças entre as sociedades agrícolas, parcialmente se opondo ao conceito de aldeia agrícola indiferenciada e mencionando possíveis alternativas.
A arqueóloga egípcia Cynthia Nelson, por sua vez, julga que as formações socioculturais não explicam o processo evolutivo e que considerar a autoimagem das sociedades ao discorrer sobre suas transformações étnicas, algo que, segundo ela, Ribeiro não fez, é fundamental.
O antropólogo estadunidense Frederick Hicks questiona se os Estados rurais artesanais coletivistas e privatistas não seriam formações socioculturais sucessivas, invés de alternativas.
Fazendo uma réplica aos críticos, Ribeiro lamenta a marginalização, pelos autores, de pontos do esquema, a seu ver, fundamentais: "a) a redução do feudalismo de uma 
fase da evolução sócio-cultural a uma regressão geral ocorrida muitas vezes na história; b) o conceito de 'aceleração evolutiva'; c) o conceito de 'incorporação' ou 'atualização histórica' e d) a diferenciação entre 'atraso' e 'subdesenvolvimento'", o que é reiterado no epílogo de Sontag, que faz, no entanto considerações sobre essa consideração para concordar com ela.

## Publicações
A primeira publicação foi realizada no ano de 1968. Nas décadas seguintes, o livro ganhou novas publicações principalmente na década 1990, que foi publicada em 1991 pela Editora vozes em Petrópolis no Rio de Janeiro e no fim da década em São Paulo pela Companhia das Letras.